# Joseph Wauters (wielrenner)
Joseph Wauters  (Huizingen, 19 december 1906 - Alsemberg, 6 augustus 1975) was een Belgisch wielrenner. Hij was beroepsrenner van 1925 tot 1932 en werd in 1929 en 1930  Belgisch kampioen in Brasschaat. In 1929 won hij ook  de Scheldeprijs en Parijs-Lille.

## Resultaten in voornaamste wedstrijden
| Jaar | Ronde van Vlaanderen | Parijs-Roubaix | Luik-Bast.‑Luik | Parijs-Brussel | Parijs-Tours |
| ---- | -------------------- | -------------- | --------------- | -------------- | ------------ |
| 1926 |                      |                | 4e              | 11e            |              |
| 1927 | 38e                  |                |                 | 14e            |              |
| 1928 | 13e                  | 46e            |                 | 10e            | 7e           |
| 1929 | 11e                  |                |                 |                |              |